# Aucun
Aucun és un municipi francès del department dels Alts Pirineus, a la regió d'Occitània.

## Demografia
| 1962                                       | 1968 | 1975 | 1982 | 1990 | 1999 | 2007 |
| ------------------------------------------ | ---- | ---- | ---- | ---- | ---- | ---- |
| 170                                        | 190  | 150  | 170  | 199  | 205  | 265  |
| Des de 1962: població sense dobles comptes |      |      |      |      |      |      |

## Administració
| Període   | Identitat           | Partit |
| --------- | ------------------- | ------ |
| 1989-2001 | Marc Léo            | PRG    |
| 2001-2008 | Serge Moncade       |        |
| 2008-     | Annie Huot-Marchand |        |